# Dragon's Lair II: Escape from Singe's Castle
Ne doit pas être confondu avec Dragon's Lair II: Time Warp.
Dragon's Lair II: Escape from Singe's Castle est un jeu vidéo de type film interactif développé par Sullivan Bluth Interactive Media et édité par Software Projects, sorti en 1987 sur DOS, Mac, Amiga, Amstrad CPC, Apple IIgs, Atari ST, Commodore 64 et ZX Spectrum.

## Accueil
- Aktueller Software Markt : 3,6/12[1]